# NBA 75th Anniversary Team
NBA 75th Anniversary Team – lista 76 najlepszych zawodników w historii NBA ogłoszona by uczcić 75. rocznicę powstania ligi. Wcześniej ogłaszano podobne listy na 25-lecie, 35-lecie i 50-lecie ligi. Liga została założona 6 czerwca 1946 jako Basketball Association of America.
Lista została sporządzona w drodze głosowania przez 88 obecnych i byłych zawodników, trenerów, dyrektorów generalnych i kierowników drużyn oraz przedstawicieli mediów. Lista była publikowana w częściach od 19 do 21 października 2021, po 25 nazwisk każdego dnia (26 w ostatnim dniu).
Wybrani zawodnicy w momencie selekcji zdobyli łącznie 158 mistrzostw NBA, 62 nagrody dla najbardziej wartościowych zawodników sezonu (MVP), 48 nagród MVP finałów NBA i 730 wyborów do NBA All-Star Game. Wśród 76 graczy 50 to zawodnicy wybrani z okazji 50-lecia NBA. Pozostałych 26 to gracze aktywni w okresie od lat 90. do dziś oraz dwóch zawodników występujących w latach 70. i 80., a pominiętych przy tworzeniu listy na 50-lecie ligi, a dodanych obecnie: Bob McAdoo i Dominique Wilkins. McAdoo, dwukrotny mistrz NBA, był jedynym pominiętym byłym MVP ligi, zaś Wilkins był jedynym pominiętym dziewięciokrotnym uczestnikiem All-Star Game, a także jedynym sześciokrotnie wybranym do All-NBA.
Bill Russell, Bob Cousy, George Mikan i Bob Pettit to jedyni gracze, którzy zostali wybrani do wszystkich czterech rocznicowych drużyn NBA.

## Skład NBA 75th Anniversary Team
| Kursywa     | Kursywa     | Oznacza zawodnika nadal aktywnego w dniu wyboru                               | Oznacza zawodnika nadal aktywnego w dniu wyboru                               | Oznacza zawodnika nadal aktywnego w dniu wyboru                               | Oznacza zawodnika nadal aktywnego w dniu wyboru                               | Oznacza zawodnika nadal aktywnego w dniu wyboru                               |
| Pogrubienie | Pogrubienie | Oznacza zawodnika, który nie został wybrany do poprzedniego składu (50-lecia) | Oznacza zawodnika, który nie został wybrany do poprzedniego składu (50-lecia) | Oznacza zawodnika, który nie został wybrany do poprzedniego składu (50-lecia) | Oznacza zawodnika, który nie został wybrany do poprzedniego składu (50-lecia) | Oznacza zawodnika, który nie został wybrany do poprzedniego składu (50-lecia) |
| All-Star    | All-Star    | Oznacza uczestnika spotkań gwiazd NBA                                         | Oznacza uczestnika spotkań gwiazd NBA                                         | Oznacza uczestnika spotkań gwiazd NBA                                         | Oznacza uczestnika spotkań gwiazd NBA                                         | Oznacza uczestnika spotkań gwiazd NBA                                         |
| All-NBA     | All-NBA     | Oznacza członka składów All-NBA                                               | Oznacza członka składów All-NBA                                               | Oznacza członka składów All-NBA                                               | Oznacza członka składów All-NBA                                               | Oznacza członka składów All-NBA                                               |
| HoF         | HoF         | Oznacza zawodnika wybranego do Koszykarskiej Galerii Sław                     | Oznacza zawodnika wybranego do Koszykarskiej Galerii Sław                     | Oznacza zawodnika wybranego do Koszykarskiej Galerii Sław                     | Oznacza zawodnika wybranego do Koszykarskiej Galerii Sław                     | Oznacza zawodnika wybranego do Koszykarskiej Galerii Sław                     |
| G           | obrońca     | obrońca                                                                       | F                                                                             | skrzydłowy                                                                    | C                                                                             | środkowy                                                                      |
| Poz.        | pozycja     | pozycja                                                                       | Pkt.                                                                          | punkty                                                                        | Zb.                                                                           | zbiórki                                                                       |
| As.         | asysty      | asysty                                                                        | MVP                                                                           | Most valuable player                                                          | Most valuable player                                                          | Most valuable player                                                          |

| Zawodnik            | Zespoły, w których grał (lata) | Poz. | Pkt.   | Zb.    | As.    | Mistrzostwa                                                           | MVP                                    | MVP finałów                            | All-Star | All-NBA | HoF  | Przyp. |
| ------------------- | --- | ---- | ------ | ------ | ------ | --------------------------------------------------------------------- | -------------------------------------- | -------------------------------------- | -------- | ------- | ---- | ------ |
| Kareem Abdul-Jabbar | Milwaukee Bucks (1969–1975) Los Angeles Lakers (1975–1989) | C    | 38 387 | 17 440 | 5 660  | 6 (1971, 1980, 1982, 1985, 1987, 1988)                                | 6 (1971, 1972, 1974, 1976, 1977, 1980) | 2 (1971, 1985)                         | 19       | 15      | 1995 | [ 1 ]  |
| Ray Allen           | Milwaukee Bucks (1996–2003) Seattle SuperSonics (2003–2007) Boston Celtics (2007–2012) Miami Heat (2012–2014)                                                                                                  | G    | 24 505 | 5 272  | 4 361  | 2 (2008, 2013)                                                        | –                                      | –                                      | 10       | 2       | 2018 | [ 2 ]  |
| Janis Andetokunmbo  | Milwaukee Bucks (od 2013) | F    | 12 319 | 5 371  | 2 632  | 1 (2021)                                                              | 2 (2019, 2020)                         | 1 (2021)                               | 5        | 5       | –    | [ 3 ]  |
| Carmelo Anthony     | Denver Nuggets (2003–2011) New York Knicks (2011–2017) Oklahoma City Thunder (2017–2018) Houston Rockets (2018–2019) Portland Trail Blazers (2019–2021) Los Angeles Lakers (od 2021)                           | F    | 27 370 | 7 520  | 3 354  | –                                                                     | –                                      | –                                      | 10       | 6       | –    | [ 4 ]  |
| Nate Archibald      | Cincinnati Royals / Kansas City-Omaha / Kansas City Kings (1970–1976) New York Nets (1976–1977) Boston Celtics (1978–1983) Milwaukee Bucks (1983–1984)                                                         | G    | 16 481 | 2 046  | 6 476  | 1 (1981)                                                              | –                                      | –                                      | 6        | 5       | 1991 | [ 5 ]  |
| Paul Arizin         | Philadelphia Warriors (1950–1952, 1954–1962) | F    | 16 266 | 6 129  | 1 665  | 1 (1956)                                                              | –                                      | –                                      | 10       | 4       | 1978 | [ 6 ]  |
| Charles Barkley     | Philadelphia 76ers (1984–1992) Phoenix Suns (1992–1996) Houston Rockets (1996–1999) | F    | 23 757 | 12 546 | 4 215  | –                                                                     | 1 (1993)                               | –                                      | 11       | 11      | 2006 | [ 7 ]  |
| Rick Barry          | San Francisco / Golden State Warriors (1965–1967, 1972–1978) Houston Rockets (1978–1980) | F    | 18 395 | 5 168  | 4 017  | 1 (1975)                                                              | –                                      | 1 (1975)                               | 8        | 6       | 1987 | [ 8 ]  |
| Elgin Baylor        | Minneapolis / Los Angeles Lakers (1958–1972) | F    | 23 149 | 11 463 | 3 650  | –                                                                     | –                                      | –                                      | 11       | 10      | 1977 | [ 9 ]  |
| Dave Bing           | Detroit Pistons (1966–1975) Washington Bullets(1975–1977) Boston Celtics (1977–1978) | G    | 18 327 | 3 420  | 5 397  | –                                                                     | –                                      | –                                      | 7        | 3       | 1990 | [ 10 ] |
| Larry Bird          | Boston Celtics (1979–1992) | F    | 21 791 | 8 974  | 5 695  | 3 (1981, 1984, 1986)                                                  | 3 (1984, 1985, 1986)                   | 2 (1984, 1986)                         | 12       | 10      | 1998 | [ 11 ] |
| Kobe Bryant         | Los Angeles Lakers (1996–2016) | G    | 33 643 | 7 047  | 6 306  | 5 (2000, 2001, 2002, 2009, 2010)                                      | 1 (2008)                               | 2 (2009, 2010)                         | 18       | 15      | 2020 | [ 12 ] |
| Wilt Chamberlain    | Philadelphia / San Francisco Warriors (1959–19645) Philadelphia 76ers (1965–1968) Los Angeles Lakers (1968–1973)                                                                                               | C    | 31 419 | 23 924 | 4 643  | 2 (1967, 1972)                                                        | 4 (1960, 1966, 1967, 1968)             | 1 (1972)                               | 13       | 10      | 1979 | [ 13 ] |
| Bob Cousy           | Boston Celtics (1950–1963) Cincinnati Royals (1969–1970) | G    | 16 960 | 4 786  | 6 955  | 6 (1957, 1959, 1960, 1961, 1962, 1963)                                | 1 (1957)                               | –                                      | 13       | 12      | 1971 | [ 14 ] |
| Dave Cowens         | Boston Celtics (1970–1980) Milwaukee Bucks (1982–1983) | C    | 13 516 | 10 444 | 2 910  | 2 (1974, 1976)                                                        | 1 (1973)                               | –                                      | 7        | 3       | 1991 | [ 15 ] |
| Billy Cunningham    | Philadelphia 76ers (1965–1972, 1974–1976) | F    | 13 626 | 6 638  | 2 625  | 1 (1967)                                                              | –                                      | –                                      | 5        | 4       | 1986 | [ 16 ] |
| Stephen Curry       | Golden State Warriors (od 2009) | G    | 18 434 | 3 503  | 4 984  | 4 (2015, 2017, 2018)                                                  | 2 (2015, 2016)                         | –                                      | 7        | 7       | –    | [ 17 ] |
| Anthony Davis       | New Orleans Hornets / Pelicans (2012–2019) Los Angeles Lakers (od 2019) | F/C  | 13 463 | 5 769  | 1 292  | 1 (2020)                                                              | –                                      | –                                      | 8        | 4       | –    | [ 18 ] |
| Dave DeBusschere    | Detroit Pistons (1962–1968) New York Knicks (1968–1974) | F    | 14 053 | 9 618  | 2 497  | 2 (1970, 1973)                                                        | –                                      | –                                      | 8        | 1       | 1983 | [ 19 ] |
| Clyde Drexler       | Portland Trail Blazers (1983–1995) Houston Rockets (1995–1998) | G    | 22 195 | 6 677  | 6 125  | 1 (1995)                                                              | –                                      | –                                      | 10       | 5       | 2004 | [ 20 ] |
| Tim Duncan          | San Antonio Spurs (1997–2016) | F/C  | 26 496 | 15 091 | 4 225  | 5 (1999, 2003, 2005, 2007, 2014)                                      | 2 (2002, 2003)                         | 3 (1999, 2003, 2005)                   | 15       | 15      | 2020 | [ 21 ] |
| Kevin Durant        | Seattle SuperSonics / Oklahoma City Thunder (2007–2016) Golden State Warriors (2016–2019) Brooklyn Nets (od 2020)                                                                                              | F    | 23 883 | 6 239  | 3 681  | 2 (2017, 2018)                                                        | 1 (2014)                               | 2 (2017, 2018)                         | 11       | 9       | –    | [ 22 ] |
| Julius Erving       | Philadelphia 76ers (1976–1987) | F    | 18 364 | 5 601  | 3 224  | 1 (1983)                                                              | 1 (1981)                               | –                                      | 11       | 7       | 1993 | [ 23 ] |
| Patrick Ewing       | New York Knicks (1985–2000) Seattle SuperSonics (2000–2001) Orlando Magic (2001–2002) | C    | 24 815 | 11 607 | 2 215  | –                                                                     | –                                      | –                                      | 11       | 7       | 2008 | [ 24 ] |
| Walt Frazier        | New York Knicks (1967–1977) Cleveland Cavaliers (1977–1980) | G    | 15 581 | 4 830  | 5 040  | 2 (1970, 1973)                                                        | –                                      | –                                      | 7        | 6       | 1987 | [ 25 ] |
| Kevin Garnett       | Minnesota Timberwolves (1995–2007, 2015–2016) Boston Celtics (2007–2013) Brooklyn Nets (2013–2015) | F/C  | 26 071 | 14 662 | 5 445  | 1 (2008)                                                              | 1 (2004)                               | –                                      | 15       | 9       | 2020 | [ 26 ] |
| George Gervin       | San Antonio Spurs (1976–1985) Chicago Bulls (1985–1986) | G    | 20 708 | 3 607  | 2 214  | –                                                                     | –                                      | –                                      | 9        | 7       | 1996 | [ 27 ] |
| Hal Greer           | Syracuse Nationals / Philadelphia 76ers (1958–1973) | G    | 21 586 | 5 665  | 4 540  | 1 (1967)                                                              | –                                      | –                                      | 10       | 7       | 1982 | [ 28 ] |
| James Harden        | Oklahoma City Thunder (2009–2012) Houston Rockets (2012–2021) Brooklyn Nets (od 2021) | G    | 22 045 | 4 794  | 5 730  | –                                                                     | 1 (2018)                               | –                                      | 9        | 7       | –    | [ 29 ] |
| John Havlicek       | Boston Celtics (1962–1978) | F/G  | 26 395 | 8 007  | 6 114  | 8 (1963, 1964, 1965, 1966, 1968, 1969, 1974, 1976)                    | –                                      | 1 (1974)                               | 13       | 11      | 1984 | [ 30 ] |
| Elvin Hayes         | San Diego / Houston Rockets (1968–1972, 1981–1984) Baltimore / Capital / Washington Bullets (1972–1981) | F/C  | 27 313 | 16 279 | 2 398  | 1 (1978)                                                              | –                                      | –                                      | 12       | 6       | 1990 | [ 31 ] |
| Allen Iverson       | Philadelphia 76ers (1996–2006, 2009–2010) Denver Nuggets (2006–2008) Detroit Pistons (2008–2009) Memphis Grizzlies (2009)                                                                                      | G    | 24 368 | 3 394  | 5 624  | –                                                                     | 1 (2001)                               | –                                      | 11       | 8       | 2016 | [ 32 ] |
| LeBron James        | Cleveland Cavaliers (2003–2010, 2014–2018) Miami Heat (2010–2014) Los Angeles Lakers (od 2018) | F    | 35 367 | 9 751  | 9 696  | 4 (2012, 2013, 2016, 2020)                                            | 4 (2009, 2010, 2012, 2013)             | 4 (2012, 2013, 2016, 2020)             | 17       | 17      | –    | [ 33 ] |
| Magic Johnson       | Los Angeles Lakers (1979–1991, 1996) | G    | 17,707 | 6,559  | 10,141 | 5 (1980, 1982, 1985, 1987, 1988)                                      | 3 (1987, 1989, 1990)                   | 3 (1980, 1982, 1987)                   | 12       | 10      | 2002 | [ 34 ] |
| Sam Jones           | Boston Celtics (1957–1969) | G    | 15 411 | 4 305  | 2 209  | 10 (1959, 1960, 1961, 1962, 1963, 1964, 1965, 1966, 1968, 1969)       | –                                      | –                                      | 5        | 3       | 1984 | [ 35 ] |
| Michael Jordan      | Chicago Bulls (1984–1993, 1994–1998) Washington Wizards (2001–2003) | G    | 32 292 | 6 672  | 5 633  | 6 (1991, 1992, 1993, 1996, 1997, 1998)                                | 5 (1988, 1991, 1992, 1996, 1998)       | 6 (1991, 1992, 1993, 1996, 1997, 1998) | 14       | 11      | 2009 | [ 36 ] |
| Jason Kidd          | Dallas Mavericks (1994–1996, 2008–2012) Phoenix Suns (1996–2001) New Jersey Nets (2001–2008) New York Knicks (2012–2013)                                                                                       | G    | 17 529 | 8 725  | 12 091 | 1 (2011)                                                              | –                                      | –                                      | 10       | 6       | 2018 | [ 37 ] |
| Kawhi Leonard       | San Antonio Spurs (2011–2018) Toronto Raptors (2018–2019) Los Angeles Clippers (od 2019) | F    | 11 085 | 3 689  | 1 672  | 2 (2014, 2019)                                                        | –                                      | 2 (2014, 2019)                         | 5        | 5       | –    | [ 38 ] |
| Damian Lillard      | Portland Trail Blazers (od 2012) | G    | 16 815 | 2 856  | 4 514  | –                                                                     | –                                      | –                                      | 6        | 6       | –    | [ 39 ] |
| Jerry Lucas         | Cincinnati Royals (1963–1969) San Francisco Warriors (1969–1971) New York Knicks (1971–1974) | F    | 14 053 | 12 942 | 2 732  | 1 (1973)                                                              | –                                      | –                                      | 7        | 5       | 1980 | [ 40 ] |
| Karl Malone         | Utah Jazz (1985–2003) Los Angeles Lakers (2003–2004) | F    | 36 928 | 14 968 | 5 248  | –                                                                     | 2 (1997, 1999)                         | –                                      | 14       | 14      | 2010 | [ 41 ] |
| Moses Malone        | Buffalo Braves (1976) Houston Rockets (1976–1982) Philadelphia 76ers (1982–1986, 1993–1994) Washington Bullets (1986–1988) Atlanta Hawks (1988–1991) Milwaukee Bucks (1991–1993) San Antonio Spurs (1994–1995) | C    | 27 409 | 16 212 | 1 796  | 1 (1983)                                                              | 3 (1979, 1982, 1983)                   | 1 (1983)                               | 12       | 8       | 2001 | [ 42 ] |
| Pete Maravich       | Atlanta Hawks (1970–1974) New Orleans / Utah Jazz (1974–1980) Boston Celtics (1980) | G    | 15 948 | 2 747  | 3 563  | –                                                                     | –                                      | –                                      | 5        | 4       | 1987 | [ 43 ] |
| Bob McAdoo          | Buffalo Braves (1970–1976) New York Knicks (1976–1979) Boston Celtics (1979) Detroit Pistons (1979–1981) New Jersey Nets (1981) Los Angeles Lakers (1981–1985) Philadelphia 76ers (1986)                       | F/C  | 18 787 | 8 048  | 1 951  | 2 (1982, 1985)                                                        | 1 (1975)                               | –                                      | 5        | 2       | 2000 | [ 44 ] |
| Kevin McHale        | Boston Celtics (1980–1993) | F    | 17 335 | 7 122  | 1 670  | 3 (1981, 1984, 1986)                                                  | –                                      | –                                      | 7        | 1       | 1999 | [ 45 ] |
| George Mikan        | Minneapolis Lakers (1948–1954, 1955–1956) | C    | 10 156 | 4 167  | 1 245  | 5 (1949, 1950, 1952, 1953, 1954)                                      | –                                      | –                                      | 4        | 6       | 1959 | [ 46 ] |
| Reggie Miller       | Indiana Pacers (1987–2005) | G    | 25 279 | 4 182  | 4 141  | –                                                                     | –                                      | –                                      | 5        | 3       | 2012 | [ 47 ] |
| Earl Monroe         | Baltimore Bullets (1967–1971) New York Knicks (1971–1980) | G    | 17 454 | 2 796  | 3 594  | 1 (1973)                                                              | –                                      | –                                      | 4        | 1       | 1990 | [ 48 ] |
| Steve Nash          | Phoenix Suns (1996–1998, 2004–2012) Dallas Mavericks (1999–2004) Los Angeles Lakers (2012–2014) | G    | 17 387 | 3 642  | 10 335 | –                                                                     | 2 (2005, 2006)                         | –                                      | 8        | 7       | 2018 | [ 49 ] |
| Dirk Nowitzki       | Dallas Mavericks (1998–2019) | F    | 31 560 | 11 489 | 3 651  | 1 (2011)                                                              | 1 (2007)                               | 1 (2011)                               | 14       | 12      | –    | [ 50 ] |
| Hakeem Olajuwon     | Houston Rockets (1984–2001) Toronto Raptors (2001–2002) | C    | 26 946 | 13 748 | 3 058  | 2 (1994, 1995)                                                        | 1 (1994)                               | 2 (1994, 1995)                         | 12       | 12      | 2008 | [ 51 ] |
| Shaquille O’Neal    | Orlando Magic (1992–1996) Los Angeles Lakers (1996–2004) Miami Heat (2004–2008) Phoenix Suns (2008–2009) Cleveland Cavaliers (2009–2010) Boston Celtics (2010–2011)                                            | C    | 28,596 | 13,099 | 3,026  | 4 (2000, 2001, 2002, 2006)                                            | 1 (2000)                               | 3 (2000, 2001, 2002)                   | 15       | 14      | 2016 | [ 52 ] |
| Robert Parish       | Golden State Warriors (1976–1980) Boston Celtics (1980–1994) Charlotte Hornets (1994–1996) Chicago Bulls (1996–1997)                                                                                           | C    | 23 334 | 14 715 | 2 180  | 4 (1981, 1984, 1986, 1997)                                            | –                                      | –                                      | 9        | 2       | 2003 | [ 53 ] |
| Chris Paul          | New Orleans Hornets (2005–2011) Los Angeles Clippers (2011–2017) Houston Rockets (2017–2019) Oklahoma City Thunder (2019–2020) Phoenix Suns (od 2020)                                                          | G    | 19 978 | 4 923  | 10 275 | –                                                                     | –                                      | –                                      | 11       | 10      | –    | [ 54 ] |
| Gary Payton         | Seattle SuperSonics (1990–2003) Milwaukee Bucks (2003) Los Angeles Lakers (2003–2004) Boston Celtics (2004–2005) Miami Heat (2005–2007)                                                                        | G    | 21,813 | 5,269  | 8,966  | 1 (2006)                                                              | –                                      | –                                      | 9        | 9       | 2013 | [ 55 ] |
| Bob Pettit          | Milwaukee / St. Louis Hawks (1954–1965) | F    | 20 880 | 12 849 | 2 369  | 1 (1958)                                                              | 2 (1956, 1959)                         | –                                      | 11       | 11      | 1971 | [ 56 ] |
| Paul Pierce         | Boston Celtics (1999–2013) Brooklyn Nets (2013–2014) Washington Wizards (2014–2015) Los Angeles Clippers (2015–2017)                                                                                           | F    | 26 397 | 7 527  | 4 708  | 1 (2008)                                                              | –                                      | 1 (2008)                               | 10       | 4       | 2021 | [ 57 ] |
| Scottie Pippen      | Chicago Bulls (1987–1998, 2003–2004) Houston Rockets (1999) Portland Trail Blazers (1999–2003) | F    | 18,940 | 7,494  | 6,135  | 6 (1991, 1992, 1993, 1996, 1997, 1998)                                | –                                      | –                                      | 7        | 7       | 2010 | [ 58 ] |
| Willis Reed         | New York Knicks (1964–1974) | C/F  | 12 183 | 8 414  | 1 186  | 2 (1970, 1973)                                                        | 1 (1970)                               | 2 (1970, 1973)                         | 7        | 5       | 1982 | [ 59 ] |
| Oscar Robertson     | Cincinnati Royals (1960–1970) Milwaukee Bucks (1970–1974) | G    | 26 710 | 7 804  | 9 887  | 1 (1971)                                                              | 1 (1964)                               | –                                      | 12       | 11      | 1980 | [ 60 ] |
| David Robinson      | San Antonio Spurs (1989–2003) | C    | 20 790 | 10 497 | 2 441  | 2 (1999, 2003)                                                        | 1 (1995)                               | –                                      | 10       | 10      | 2009 | [ 61 ] |
| Dennis Rodman       | Detroit Pistons (1986–1993) San Antonio Spurs (1993–1995) Chicago Bulls (1995–1998) Los Angeles Lakers (1999) Dallas Mavericks (2000)                                                                          | F    | 6 683  | 11 954 | 1 600  | 5 (1989, 1990, 1996, 1997, 1998)                                      | –                                      | –                                      | 2        | 2       | 2011 | [ 62 ] |
| Bill Russell        | Boston Celtics (1956–1969) | C    | 14 522 | 21 620 | 4 100  | 11 (1957, 1959, 1960, 1961, 1962, 1963, 1964, 1965, 1966, 1968, 1969) | 5 (1958, 1961, 1962, 1963, 1965)       | –                                      | 12       | 11      | 1975 | [ 63 ] |
| Dolph Schayes       | Syracuse Nationals / Philadelphia 76ers (1949–1964) | F    | 18 438 | 11 256 | 3 072  | 1 (1955)                                                              | –                                      | –                                      | 12       | 12      | 1973 | [ 64 ] |
| Bill Sharman        | Washington Capitols (1950–1951) Boston Celtics (1951–1961) | G    | 12 665 | 2 779  | 2 101  | 4 (1957, 1959, 1960, 1961)                                            | –                                      | –                                      | 8        | 7       | 1976 | [ 65 ] |
| John Stockton       | Utah Jazz (1984–2003) | G    | 19 711 | 4 051  | 15 806 | –                                                                     | –                                      | –                                      | 10       | 11      | 2009 | [ 66 ] |
| Isiah Thomas        | Detroit Pistons (1981–1994) | G    | 18 822 | 3 478  | 9 061  | 2 (1989, 1990)                                                        | –                                      | 1 (1990)                               | 12       | 5       | 2000 | [ 67 ] |
| Nate Thurmond       | San Francisco / Golden State Warriors (1963–1974) Chicago Bulls (1974–1975) Cleveland Cavaliers (1975–1977) | C    | 14 437 | 14 464 | 2 575  | –                                                                     | –                                      | –                                      | 7        | 0       | 1985 | [ 68 ] |
| Wes Unseld          | Baltimore / Capital / Washington Bullets (1968–1981) | C    | 10 624 | 13 769 | 3 822  | 1 (1978)                                                              | 1 (1969)                               | 1 (1978)                               | 5        | 1       | 1988 | [ 69 ] |
| Dwyane Wade         | Miami Heat (2003–2016, 2018–2019) Chicago Bulls (2016–2017) Cleveland Cavaliers (2017–2018) | G    | 23 165 | 4 933  | 5 701  | 3 (2006, 2012, 2013)                                                  | –                                      | 1 (2006)                               | 13       | 8       | –    | [ 70 ] |
| Bill Walton         | Portland Trail Blazers (1974–1978) San Diego / Los Angeles Clippers (1980, 1982–1985) Boston Celtics (1985–1987)                                                                                               | C    | 6 215  | 4 923  | 1 590  | 2 (1977, 1986)                                                        | 1 (1978)                               | 1 (1977)                               | 2        | 2       | 1993 | [ 71 ] |
| Jerry West          | Los Angeles Lakers (1960–1974) | G    | 25 192 | 5 366  | 6 238  | 1 (1972)                                                              | –                                      | 1 (1969)                               | 14       | 12      | 1980 | [ 72 ] |
| Russell Westbrook   | Oklahoma City Thunder (2008–2019) Houston Rockets (2019–2020) Washington Wizards (2020–2021) Los Angeles Lakers (od 2021)                                                                                      | G    | 21 857 | 6 961  | 8 061  |                                                                       | 1 (2017)                               |                                        | 9        | 9       |      | [ 73 ] |
| Lenny Wilkens       | St. Louis Hawks (1960−1968) Seattle SuperSonics (1968–1972) Cleveland Cavaliers (1972–1974) Portland Trail Blazers (1974–1975)                                                                                 | G    | 17 772 | 5 030  | 7 211  | –                                                                     | –                                      | –                                      | 9        | 0       | 1989 | [ 74 ] |
| Dominique Wilkins   | Atlanta Hawks (1982–1994) Los Angeles Clippers (1994) Boston Celtics (1994–1995) San Antonio Spurs (1996–1997) Orlando Magic (1999)                                                                            | F    | 26 668 | 7 169  | 2 677  | –                                                                     | –                                      | –                                      | 9        | 7       | 2006 | [ 75 ] |
| James Worthy        | Los Angeles Lakers (1982–1994) | F    | 16 320 | 4 708  | 2 791  | 3 (1985, 1987, 1988)                                                  | –                                      | 1 (1988)                               | 7        | 2       | 2003 | [ 76 ] |